# Paul-Lincke-Ufer
Das Paul-Lincke-Ufer ist eine Straße im Berliner Ortsteil Kreuzberg. Sie verläuft nördlich parallel zum Landwehrkanal. Am Paul-Lincke-Ufer befinden sich zahlreiche Gartenlokale, Cafés und Restaurants. Zwischen der Liegnitzer und der Forster Straße ist die Straße nur ein Fuß- und Radweg, an dem ein im Sommer stark frequentierter Boule-Platz angelegt wurde. Daneben ist der öffentliche und betreute Spielplatz Pauli erwähnenswert.
Die Straße gehört zu einer beliebten Wohngegend, da auf der einen Seite durch den Grüngürtel zum Landwehrkanal und die Gartenlokale ein angenehmes Wohnumfeld herrscht, andererseits durch die Einstufung als einfache Wohnlage im Berliner Mietspiegel die Mieten relativ günstig sind.

## Geschichte der Straße
Diese Uferstraße nahm ihren Anfang als Kottbusser Kommunication. Um 1856 erhielt ein zweiter Abschnitt den Namen Kottbusser Ufer, der gerade einmal über vier Parzellen verfügte. Später kamen weitere Abschnitte am Ufer des ausgebauten Landwehrkanals hinzu und die Straße verlief „vom Görlitzer Ufer bis zum Elisabethufer“. Nun gab es bereits 65 bebaute Grundstücke auf der Nordseite der Straße, überwiegend Wohnhäuser mit einigen Holz- und Kohlenlagerplätzen dazwischen (Stand: 1874).
Am 7. November 1956, dem 90. Geburtstag des Komponisten und Berliner Ehrenbürgers Paul Lincke, erfolgte eine Umbenennung in Linckeufer. Lincke hatte ganz in der Nähe, in der Oranienstraße 64 gewohnt. Zehn Jahre später, am 7. November 1966, vervollständigte man den Namen offiziell zu Paul-Lincke-Ufer.

## Bauwerke und Besonderheiten

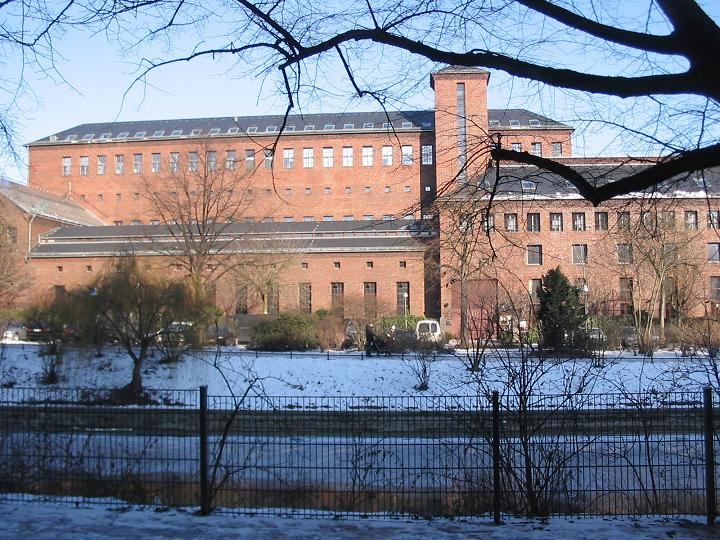
„Kathedrale der Elektrizität“, ehemaliges Abspannwerk Kottbusser Ufer, erbaut 1924–1926

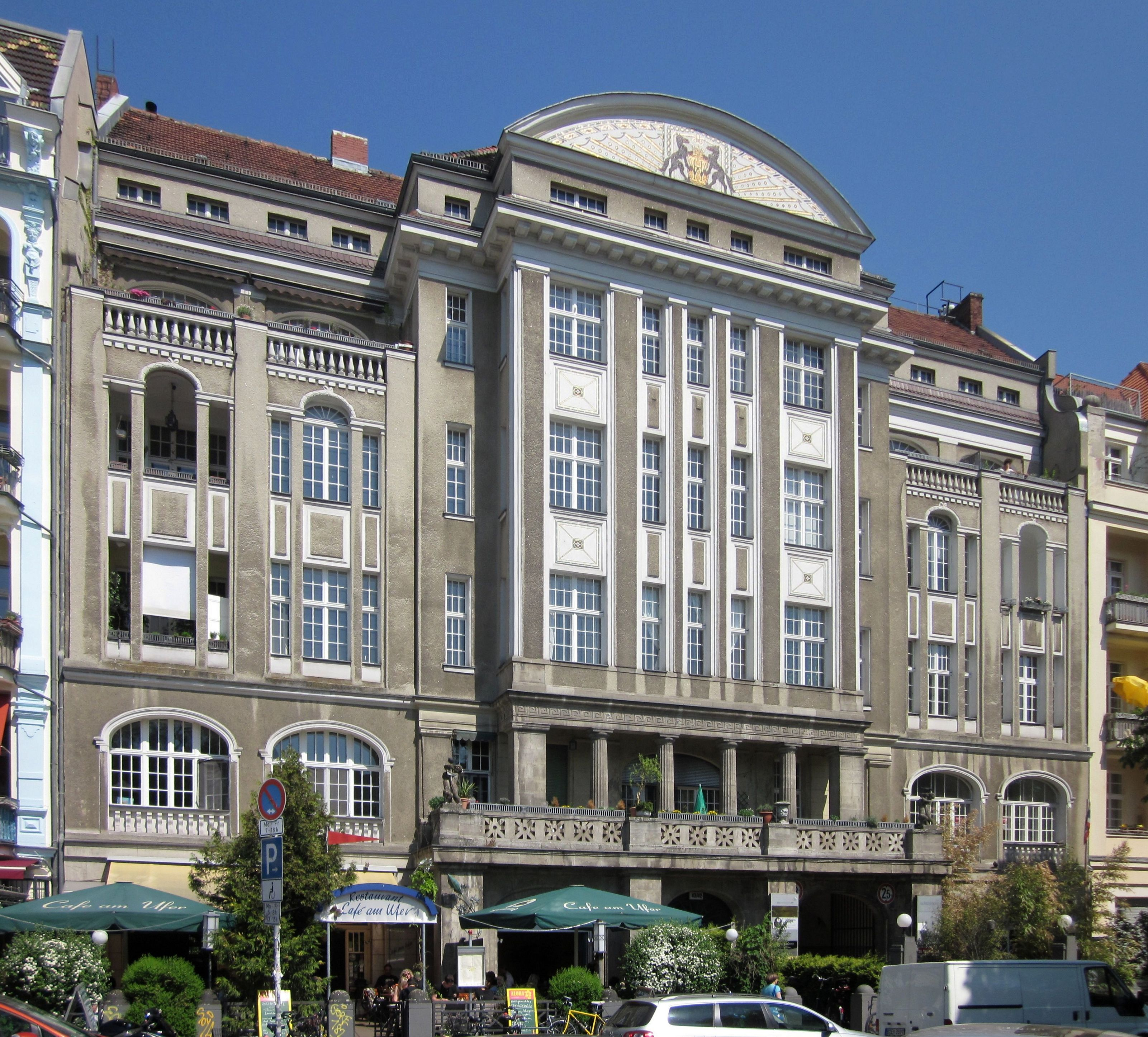
Paul-Lincke-Ufer 42/43

Am Paul-Lincke-Ufer 20–22, Höhe Hobrechtbrücke, befindet sich das ehemalige Abspannwerk Kottbusser Ufer der Bewag (heute: Vattenfall), nach Plänen des Architekten Hans Heinrich Müller erbaut und 1926 in Betrieb genommen. Das unter Denkmalschutz stehende Gebäude wurde 1989 stillgelegt und von 1999 bis 2001 kernsaniert. Heute nutzen Unternehmen aus den Neuen Medien, ein Steptanzstudio, eine gehobene Abendgastronomie, eine Bar mit angeschlossenem Loungegarten das Gebäude, zu dem auch ein vielseitig nutzbarer Veranstaltungsbereich gehört. Der seitliche Turmbau brachte dem Gebäude den Beinamen „Kathedrale der Elektrizität“ ein.

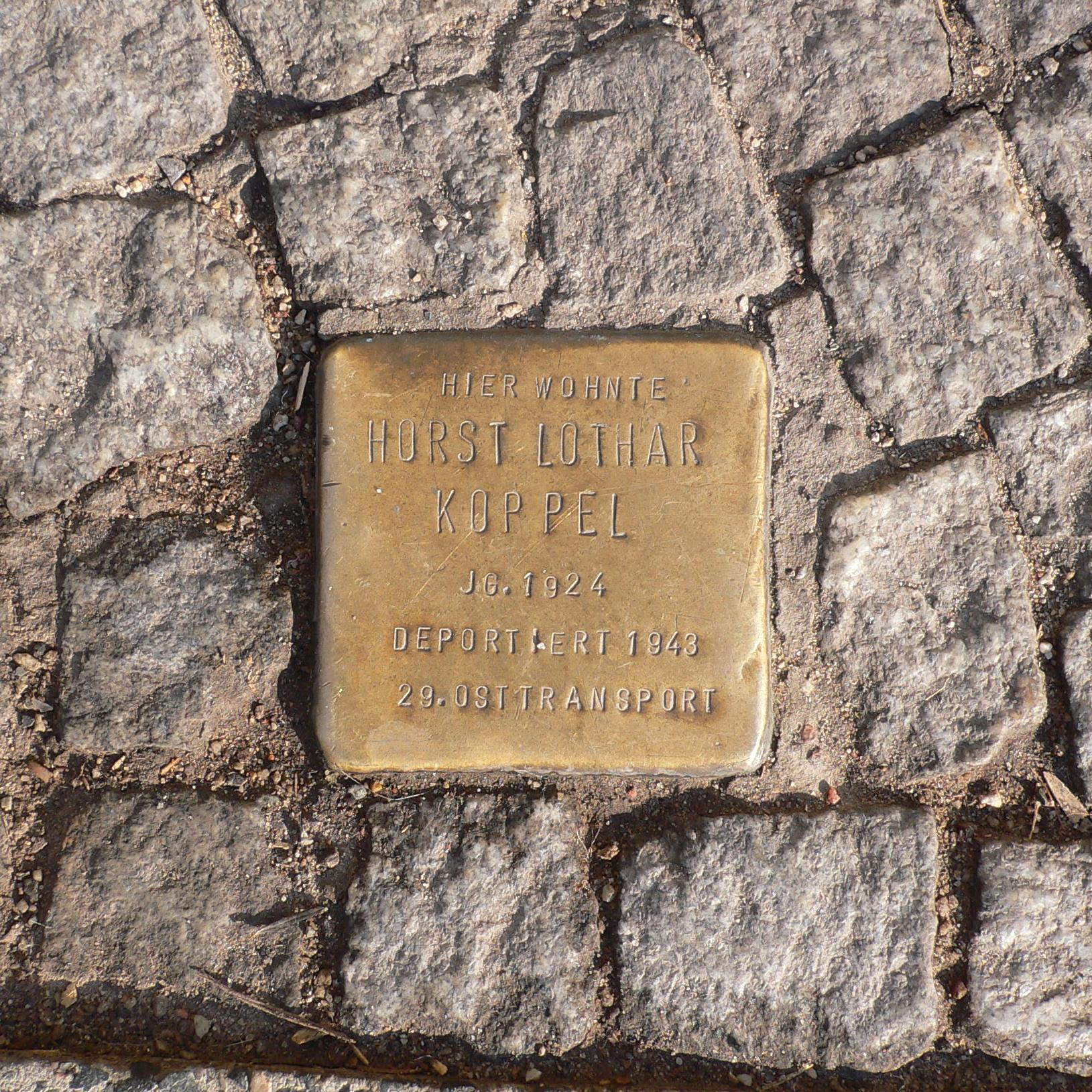
Stolperstein vor dem Haus Paul-Lincke-Ufer 41

Weitere Häuser dieser Straße sind Baudenkmale:
- Nummer 4: Mehrfamilienwohnhaus, 1903 von Paul Ueberholz und Kurt Berndt[6]
- Nummer 39/40: Mehrfamilienwohnhaus mit Gewerbehof „Erdmannshof“, 1909 von Ernst Schneckenberg und Karl Bernhard[7]
- Nummer 42/43: Mehrfamilienwohnhaus mit Gewerbehof „Holdheimshof“; 1911 von Hugo Sonnenthal entworfen.[8] In den 1970er Jahren hatten dort rund 30 Bands ihre Übungsräume, darunter Morgenrot und Agitation Free.[9] Gegenwärtig befindet sich dort die Betriebsstätte Kreuzberg des Mosaik-Unternehmensverbundes.[10]

Das Wohnhaus mit Gewerbehof mit der Nummer 41 wurde ebenfalls nach Plänen von Hugo Sonnenthal errichtet; auf dem Gehweg vor der Hofeinfahrt befindet sich ein Stolperstein für Horst Lothar Koppel, der hier bis zur Deportation 1943 lebte.

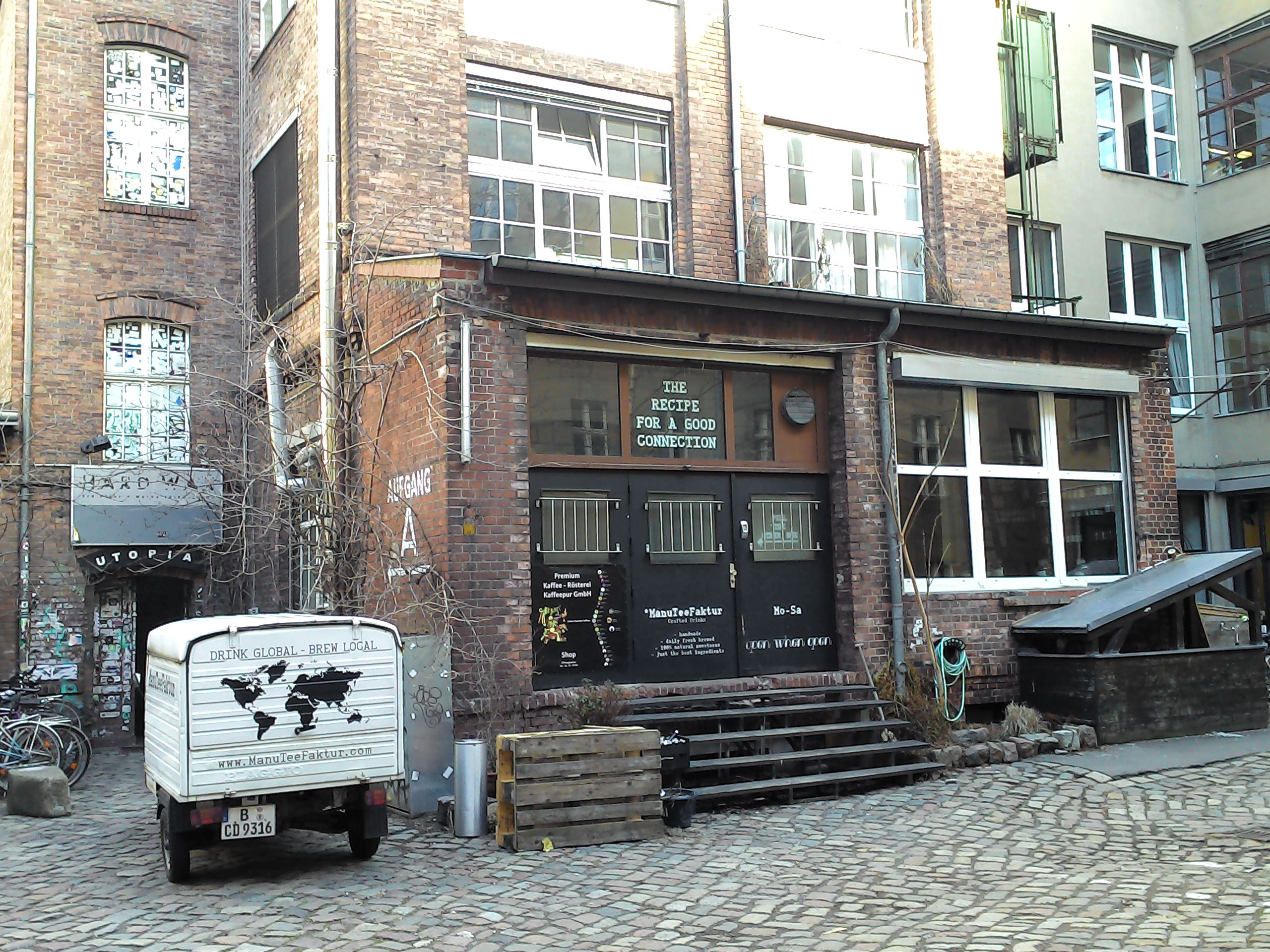
Der ‚zeitlose‘ Hinterhof Paul-Lincke-Ufer 44a

In einer Fabriketage im Hinterhof des Hauses 44a hat sich 1996 der in der Technoszene international bekannte Schallplattenladen Hard Wax niedergelassen, das Firmenschild ist über dem Eingang zu sehen.
In diesem Hinterhof befand sich von 1973 bis 2001 das Alternativunternehmen Oktoberdruck, heute mit nach wie vor basisdemokratischer Betriebsorganisation in der Oberbaum City. In den Räumen befindet sich seitdem die ManuTeeTaktur und die Kaffeepur GmbH, zwei Etagen höher der Lesesaal des Klak Verlags, außerdem die Handsiebdruckerei Kreuzberg.